# Amsoldingen
Amsoldingen är en ort och kommun i distriktet Thun i kantonen Bern, Schweiz. Kommunen har 833 invånare (2023).